# 脂眼凹肩鰺
脂眼凹肩鰺（学名：Selar crumenophthalmus），又稱脂眼鰺，俗名為大目瓜仔、大目巴攏，為輻鰭魚綱鱸形目鱸亞目鰺科的其中一個種。

## 分布
本魚廣泛分布於全球各大洋之熱帶、亞熱帶海域。

## 深度
水深0至170公尺。

## 特徵
本魚體呈妥圓形且側扁，體色為銀白色，背部青藍色。體側有一條黃色縱線紋，由眼後方之鰓蓋外緣向後直達尾柄稜鱗末端，眼眶外徑約略等於吻裂之長。體型側扁，頭長小於體高。全身各鰭透明。側線前段弧度不大，稜鱗起於二背鰭中央下方。第一背鰭有硬棘9枚，1枚埋入皮下，第二背鰭有軟條24至26枚；臀鰭有硬棘3枚，第3枚埋入皮下、軟條21至22枚；稜鱗21至23枚。體長可達70公分。

## 生態
本魚屬於外洋性魚類，偶爾出現在岩石海岸或河口感潮區，因喜歡較高鹽分、高水溫之黑潮水域，尤其26℃左右最適宜，因此常與喜好同一水質的紡綞鰤（Elagatis bipinnulata）相遇，成為其獵物。主要以浮生生物及無脊椎動物為食。

## 經濟利用
為具有高經濟價值的食用魚，體薄肉少，油炸香酥後食用，亦可做為餌魚。